# Cariblatta tobagensis
Cariblatta tobagensis är en kackerlacksart som beskrevs av Morgan Hebard 1929. Cariblatta tobagensis ingår i släktet Cariblatta och familjen småkackerlackor. Inga underarter finns listade.